# Antonio de Mattheis
Antonio de Mattheis, anche de Matteis, de Matthaeis o de Mattei, (Santa Maria del Ponte, 1572 – Castellaneta, 1635) è stato un vescovo cattolico italiano.

## Biografia
Nato a Santa Maria del Ponte nel 1572, fu dottore di teologia e cominciò la carriera ecclesiastica. Nel 1605 andò nell'arcidiocesi di Acerenza e Matera in qualità di vicario del nuovo arcivescovo Giuseppe de Rubeis, suo concittadino, che prese possesso del seggio nel 1606. Fu quindi vicario generale anche sotto il suo successore, Giovanni Spilla, fino al 12 febbraio 1618, quando fu nominato vescovo di Castellaneta da Filippo III di Spagna, con l'approvazione di papa Paolo V. Mantenne l'incarico fino al 1635, anno della sua morte.